# Hyphodontia orasinusensis
Hyphodontia orasinusensis är en svampart som beskrevs av Gilb. & M. Blackw. 1988. Hyphodontia orasinusensis ingår i släktet Hyphodontia och familjen Schizoporaceae.   Inga underarter finns listade i Catalogue of Life.